# Lore (serie de televisión)
Lore es una serie antológica de horror procedente de Estados Unidos desarrollada por el creador del podcast del mismo nombre, Aaron Mahnke, con Valhalla Entertainment y Propagate Content. Lore se emite a través de Amazon Prime Video y sigue el formato de antología del  propio podcast presentando cada episodio una historia nueva. La serie combina imágenes documentales y escenas dramatizadas para contar historias de terror y sus orígenes, está protagonizada Robert Patrick, Holland Roden, y Colm Feore. La serie se estrenó el 13 de octubre de 2017.
El 26 de febrero de 2018, Amazon renovó la serie para una segunda temporada. La segunda temporada se emitió al completo el 19 de octubre de 2018.

## Reparto
- Aaron Mahnke como narrador
- Robert Patrick como el reverendo Eliakim Phelps (padre de Austin Phelps).
- Holanda Roden como Bridget Cleary.
- Colm Feore como el doctor Walter Jackson Freeman II.
- Kristin Bauer van Straten como Minnie Otto.
- Cathal Pendred como Michael Cleary.
- Campbell Scott como George Brown.
- Adam Goldberg como Peter Stumpp.
- John Byner como Patrick Boland.
- Sandra Ellis Lafferty como la tía Bridget.
- Nadine Lewington como Johanna Kennedy Burke.
- Kristen Cloke como la doctora Marjorie Freeman.

## Emisión
Lore debutó en Amazon Prime Video el 13 de octubre de 2017.

### Recepción
La recepción crítica inicial obtuvo críticas mixtas. El 9 de noviembre de 2017, la primera temporada había obtenido un índice del 64% «fresco» en Rotten Tomatoes, con 8 de 22 críticas que valoran el espectáculo «podrido»; Los «Críticos top» de Rotten Tomatoes fueron especialmente duros, con el 67% de ellos calificando la temporada 1 de "podrida."Dread Central alabó la serie otorgándole cinco estrellas sobre cinco diciendo «Lo único negativo que puedo encontrar es que  no hay más episodios. Es así de buena.» IGN le dio un 9.0 y dijo «Es una obra maravillosa  de entretenimiento para los seguidores del horror y para los espectadores casuales a los que les guste aprender más sobre los monstruos que pensamos que conocemos muy bien.» Nerdist le dio 4 sobre 5.

## Episodios

### Temporada 1 (2017)
| N.º (serie) | N.º (temp.) | Título original Título en España         | Director(es)          | Guionista(s)                  | Fecha de estreno      |
| --- | ----------- | ---------------------------------------- | --------------------- | ----------------------------- | --------------------- |
| 1 | 1           | «They made a tonic» «Creando un bálsamo» | Darnell Martin        | Jeff Eckerle & Marilyn Osborn | 13 de octubre de 2017 |
| Antes de que supiéramos cómo se propagan las enfermedades, la medicina era mitad superstición y mitad ciencia. Y en los pequeños pueblos de Nueva Inglaterra, en el siglo XIX, se creía que la tuberculosis solo podía detenerse asegurándose de que los muertos estaban de verdad muertos. Este episodio especula sobre cómo Estados Unidos inventó el mundo de los vampiros y de cómo Mercy Brown fue la inspiración para el Drácula de Bram Stoker. |             |                                          |                       |                               |                       |
| 2 | 2           | «Echoes» «Ecos»                          | Thomas J. Wright      | Glen Morgan                   | 13 de octubre de 2017 |
| El Dr. Walter Freeman es el padre de la lobotomía con picahielos. Él cree que el procedimiento de diez minutos pondrá fin a la necesidad de manicomios. Tiene buenas intenciones, pero termina creando una historia de horror completamente nueva. |             |                                          |                       |                               |                       |
| 3 | 3           | «Black stockings» «Medias negras»        | Thomas J. Wright      | David Chiu & Patrick Wall     | 13 de octubre de 2017 |
| En la Irlanda del siglo XIX, los mitos y leyendas tienen mucho poder. Michael Cleary está convencido de que su esposa, Bridget, fue reemplazada por un duende suplantador y su creencia lo lleva a cometer un acto extremo… |             |                                          |                       |                               |                       |
| 4 | 4           | «Passing notes» «Notas del más allá»     | Nick Copus            | Glen Morgan                   | 13 de octubre de 2017 |
| En Estados Unidos, en el siglo XIX, durante la cúspide del movimiento espiritistista, una casa embrujada no es sólo un cuento de fantasmas. Muchos creen que los muertos pueden hablar, y a veces, regresar del más allá para provocar caos entre los vivos. |             |                                          |                       |                               |                       |
| 5 | 5           | «The Beast Within» «La bestia dentro»    | Darnell Martin        | David Coggeshall              | 13 de octubre de 2017 |
| Los hombres lobo son ahora monstruos de película, pero hubo un tiempo en el que se creía que existían de verdad. En 1589, los habitantes de la aldea de Bedburg (Alemania) están convencidos de que un hombre lobo está matando a mujeres y niños hasta que descubren que el asesino es en realidad uno de ellos. |             |                                          |                       |                               |                       |
| 6 | 6           | «Unboxed» «Muñecos»                      | Michael E. Satrazemis | Tyler Hisel                   | 13 de octubre de 2017 |
| Robert Gene Otto es un niño sin amigos. Al menos, hasta que recibe un muñeco como regalo. Se vuelven mejores amigos, y al poco tiempo el niño cree que el muñeco es real. Pero para todos los demás, Robert, el muñeco, es una maldición. |             |                                          |                       |                               |                       |

### Temporada 2 (2018)
| N.º (serie) | N.º (temp.) | Título original Título en España                                                    | Director(es)      | Guionista(s)         | Fecha de estreno      |
| --- | ----------- | ----------------------------------------------------------------------------------- | ----------------- | -------------------- | --------------------- |
| 7 | 1           | «Burke and Hare: In the name of science» «Burke y Hare: En el nombre de la ciencia» | Christoph Schrewe | Carlos Foglia        | 19 de octubre de 2018 |
| Dos inmigrantes irlandeses que se sienten excluidos en Escocia comienzan a robar tumbas para venderle los cuerpos a los doctores, pero deciden que crear su propio inventario es mucho más sencillo, por lo que se convierten en el dúo más prolífico de asesinos en serie de la historia.                              |             |                                                                                     |                   |                      |                       |
| 8 | 2           | «Elizabeth Bathory: Mirror, mirror» «Elizabeth Bathory: Espejito, espejito»         | Alice Troughton   | Ashley Halloran      | 19 de octubre de 2018 |
| La anciana condesa Erzsébet Báthory conocida como la Condesa sangrienta, al estar quedándose sin campesinas vírgenes a las que drenar para crear su esencia de juventud, trae un noble de ojos brillantes para comenzar un nuevo ciclo de tortura y asesinato.                                                          |             |                                                                                     |                   |                      |                       |
| 9 | 3           | «Hinterkaifeck: Ghosts in the attic» «Hinterkaifeck: Fantasmas en el ático»         | Christoph Schrewe | Jose Molina          | 19 de octubre de 2018 |
| En el interior de Alemania, entre las guerras mundiales, una familia se acuesta en la cama, sin saber que su asesino ha estado viviendo en las paredes y los áticos de su casa como un fantasma, observando, esperando su oportunidad de atacar, en uno de los más famosos misterios sin resolver de todos los tiempos. |             |                                                                                     |                   |                      |                       |
| 10 | 4           | «Prague Clock: The curse of the Orloj» «El reloj de Praga: La maldición del reloj»  | Christoph Schrewe | Ashley Edward Miller | 19 de octubre de 2018 |
| Mientras los dos responsables del reloj astronómico de Praga luchan contra la maldición que cae sobre él, otra maldición ya ha llevado a la ciudad de Praga a la locura y la muerte con la Plaga negra, estos dos hermanos descubrirán el precio de tratar de cambiar la historia.                                      |             |                                                                                     |                   |                      |                       |
| 11 | 5           | «Mary Webster: The witch of Hadley» «Mary Webster: La bruja de Hadley»              | Alice Troughton   | Alyssa Clark         | 19 de octubre de 2018 |
| Una joven mujer, criada en un pueblo controlado por un fanático religioso, debe rectificar un error fatal antes de que una turba voraz ahorque a la vieja bruja, Mary Webster, esta historia está ambientada 11 años antes y a 160 kilómetros de Salem (Massachusetts).                                                 |             |                                                                                     |                   |                      |                       |
| 12 | 6           | «Jack Parsons: The devil and the divine» «Jack Parsons: El diablo y lo divino»      | Alice Troughton   | Sean Crouch          | 19 de octubre de 2018 |
| En 1922 solo una persona, Jack Parsons, creía que podíamos enviar un cohete al espacio y conjurar un demonio. En 1952 había hecho ambas cosas. Pero todo lo que le importaba era la mujer escarlata que él había igualmente convocado y perdido, Marjorie Cameron.                                                      |             |                                                                                     |                   |                      |                       |